# Below the Surface (série télévisée)
Gidseltagningen (trad. litt : La Prise d'otages) est une série télévisée danoise en seize épisodes de 44 minutes créée par Kasper Barfoed et diffusée entre le 2 avril 2017 et le 14 mai 2019 sur Kanal 5.
En France, la série est diffusée depuis le 9 décembre 2018 sur Ciné+[réf. souhaitée]. Elle reste inédite dans les autres pays francophones.

## Synopsis
La première saison, se déroule dans le métro de Copenhague où quinze passagers sont pris en otage par un groupe de terroristes. Philip Nørgaard est chargé de coordonner l'intervention de la police. Pour communiquer avec le monde extérieur, les preneurs d'otage entrent en contact avec la journaliste Naja Toft et organisent une interview en direct entre la journaliste et un des otages.
Lors de la seconde saison, June al-Baqee une danoise partie en Syrie combattre ISIS est condamnée par un tribunal danois. Peu après son jugement, elle est enlevée par une cellule terroriste qui cherche à mettre la main sur son téléphone. Philip Nørgaard se lance à la poursuite des ravisseurs et se trouve coincé avec eux sur un ferry entre le Danemark et la Suède.

## Fiche technique
- Titre original : Gidseltagningen
- Création : Kasper Barfoed
- Réalisation : Christian E. Christiansen, Roni Ezra, Kasper Barfoed, Johannes Lassen
- Scénario : Per Daumiller, Michael W. Horsten, Astrid Øye
- Compositeur : Jeppe Kaas

## Distribution

### PET Terror Task Force
- Johannes Lassen : Philip Nørgaard
- Sara Hjort Ditlevsen (da) : Louise Falck
- Alexandre Willaume (da) : SP
- Flemming Enevold (da) : Hans Hejndorf
- Esben Dalgaard Andersen (da) : Esben Garnov
- Peder Thomas Pedersen (da) : Simon Clausen
- Kenneth M. Christensen : Daniel Cramer
- Kasper Leisner (da) : Ebbe Moller

### Les civils
- Paprika Steen : Naja Toft
- Jesper Hyldegaard (da) : Aksel Bendix
- Henning Jensen (da) : Henning Nørgaard
- Cecilie Stenspil (da) : Anne Gornstein
- Henrik Prip (da) : Palle Wulff

### Les otages
- Alba August : Marie Bendix
- Sus Wilkins : Denise Hansen
- Dar Salim : Adel Rasul
- Lane Lind (da) : Bodil Pedersen
- Michael Asmussen (da) : Joachim
- Anders Nyborg (da) : Ricco
- Tommy Kenter : Leon
- Allan Hyde : Silas Jensen

### Preneurs d'otages
- Jakob Oftebro : Alpha
- Adnan Hasković (en) : Bravo
- Muhamed Hadzovic : Charlie
- Jacob Lohmann : Jonas
- Hadi Ka-koush (da) : Ahmed Mahmoud

## Épisodes
La première saison de huit épisodes a été diffusée du 2 avril au 14 mai 2017.
La deuxième saison de huit épisodes du 25 mars au 16 mai 2019.

## Distinctions
- Nymphe d'or du Festival de télévision de Monte-Carlo en 2018[2] : Johannes Lassen (Meilleur Acteur)